# Caradrina beta
Caradrina beta là một loài bướm đêm trong họ Noctuidae.